# Xbacab
Xbacab es una localidad del estado mexicano de Campeche. Es parte del municipio de Champotón.

## Demografía
| Gráfica de evolución demográfica |
|                                  |

| Censo | Población |
| ----- | --------- |
| 1950  | 6         |
| 1960  | 291       |
| 1970  | 888       |
| 1980  | 1 021     |
| 1990  | 1 324     |
| 2000  | 1 453     |
| 2010  | 1 649     |
| 2020  | 1 972     |